# Micandra aegides
Micandra aegides is een vlinder uit de familie van de Lycaenidae. De wetenschappelijke naam van de soort werd als Pseudolycaena aegides in 1865 gepubliceerd door Felder & Felder.

## Synoniemen
- Thecla amplitudo Druce, 1907